# HD 186042
HD 186042，又名CD-3713322，SAO 211506、HR 7491，是一颗恒星，视星等为6.16，位于銀經2.12，銀緯-25.92，其B1900.0坐标为赤經19h 36m 56.7s，赤緯-37° -25.92′ 27″。